# Cal Tonipal
Cal Tonipal és una casa situada a la N-260 (km 228) passant Castellciutat a l'altura de l'Hotel del Alto Segre. Es troba dintre el terme de la Seu d'Urgell a l'Alt Urgell protegida com a Bé Cultural d'Interès Local.

## Descripció
Conjunt d'edificacions aïllades, situades a un costat de la carretera en direcció a Castellciutat. Es tracta d'una borda amb diverses construccions annexes, totes de pedra i fusta. Es troba edificada a una certa altura, al costat del rec, per tal d'aprofitar les pastures.